# Adrià (escriptor)
|  | Per a altres significats, vegeu «Adrià (poeta)». |

Adrià (Adrianus, Ἀδριανός) fou un escriptor grec que va florir vers l'any 433. Un resum en grec de la seva obra Isagoge Sacrarum Literarum, és recomanada per Foci.